# حصار جبل طارق (فبراير - يونيو 1333)
حصار جبل طارق (فبراير - يونيو 1333) أو حصار جبل طارق الثالث هو حصار من طرف جيش المغرب الأقصي بقيادة عبد الملك عبد الواحد [الإنجليزية] سلطان المغرب استمر ما بين فبراير ويونيو لسنة 1333. كانت مدينة جبل طارق المحصنة تحت سيطرة قشتالة منذ عام 1309، عندما تم الاستيلاء عليها من إمارة غرناطة المورية. كان الهجوم على جبل طارق بأمر من الحاكم المريني المتوج حديثًا أبو الحسن علي بن عثمان ردًا على مناشدة من الحاكم النصري محمد الرابع ملك غرناطة. فاجأ الحصار القشتاليين. كانت مخزونات المواد الغذائية في جبل طارق قد استنفدت بشدة في ذلك الوقت بسبب سرقة حاكم المدينة، باسكو بيريز دي ميرا، الذي نهب الأموال التي كان من المفترض أن تنفق على طعام الحامية ودفع تكاليف صيانة القلعة والتحصينات. بعد أكثر من أربعة أشهر من الحصار والقصف بالمقاليع المورية، أصبحت الحامية وسكان البلدة في حالة شبه مجاعة واستسلموا لعبد الملك.

## بداية الحصار
في عام 1309، استولت القوات القشتالية بقيادة فرديناند الرابع ملك قشتالة على جبل طارق، التي كانت تعرف آنذاك باسم مدينة الفتح، من إمارة غرناطة التي يحكمها المسلمون. قام القشتاليون بإصلاح وتحسين تحصينات المدينة. في عام 1315، حاولت غرناطة استعادة جبل طارق في الحصار الثاني القصير وغير الناجح لجبل طارق.
كان التحالف بين النصريين في غرناطة والمرينيين في المغرب قد ضعف بعد خسارة جبل طارق، لكن انضمام السلطان المريني أبو الحسن علي بن عثمان أدى إلى تجديد الاتفاقية بين الدولتين المسلمتين. تم نقل قوة قوامها 7000 رجل بقيادة نجل أبو الحسن، عبد الملك، سرًا عبر مضيق جبل طارق للالتقاء بقوات محمد الرابع ملك غرناطة في الجزيرة الخضراء في فبراير 1333. كان القشتاليون منشغلين بتتويج الملك ألفونسو الحادي عشر وكانوا بطيئين في الاستجابة للغزو الذي كان قادرا على فرض حصار على جبل طارق قبل أن يتم تنظيم استجابة فعالة.
كان جبل طارق غير مهيأ لهذا الاحتمال. كان حاكمها، دون باسكو بيريز دي ميرا، قد نهب الأموال التي خصصها التاج لدفع ثمن الطعام وصيانة دفاعات المدينة، واستخدمها لشراء أرض لنفسه بالقرب من خيريز. كما اختلس الطعام لنفسه، وباعه إلى الموريين، وأبقى قوة الحامية دون المستوى الأمثل. تحطم سفينة حبوب قبالة ساحل جبل طارق، قبل ثمانية أيام فقط من بدء الحصار أعطى الحامية القليل من الإمدادات الغذائية الإضافية، ولكن كما أثبتت الأحداث، لم يكن ذلك كافياً.
تتكون المدينة من سلسلة من المناطق المحصنة بشكل فردي والتي تمتد من حوض بناء السفن على الواجهة البحرية إلى قلعة على بعد عدة مئات من الأقدام فوق منحدر صخرة جبل طارق. بحلول نهاية فبراير، كانت قوات عبد الملك قد استولت على حوض بناء السفن والمنطقة الواقعة على الصخرة فوق القلعة، حيث أقام آلات الحصار. أعاقت الغارات الغرناطية محاولات قشتالة لتنظيم قوة إغاثة على حدودهم وكانت غرناطة بذلك تهدف إلى تشتيت انتباه القشتاليين. بالإضافة إلى ذلك، أدت الخلافات السياسية بين ألفونسو وأتباعه إلى تأخير نشوء قوة برية لرفع الحصار. على الرغم من أن ألفونسو كان لديه قوة بحرية تحت تصرفه تحت قيادة الأدميرال ألفونسو خوفري دي تينوريو، فإن السفن المورية التي تدعم الحصار كانت متمركزة بالقرب من الشاطئ حيث كان من الخطير جدًا محاولة الهجوم.

## الاستيلاء على جبل طارق
لم يتمكن ألفونسو من نشر قوة إغاثة في الميدان حتى يونيو. وكان كبار مستشاريه ينصحونه بعدم تنظيم حملة إغاثة برية على أساس أن ذلك سيعني محاربة كل من غرناطة والمغرب، والتي رأوا أنها تنطوي على الكثير من المخاطرة. بعد ثمانية أيام من الجدل في إشبيلية، شق ألفونسو طريقه وتمكن من إقناع تابعه المتمرد خوان مانويل أمير بليانة بدعمه ضد الموريين. سار بجيشه إلى خيريز، حيث خيموا على ضفاف نهر غواداليت، الواقعة على بعد مسيرة أربعة أيام من جبل طارق. ومع ذلك، فقد فات الأوان بالفعل بالنسبة للمدافعين.
كان الوضع في جبل طارق يائسًا بحلول منتصف يونيو. حيث نفد الطعام وأصبح سكان البلدة والحامية يأكلون دروعهم وأحزمتهم وأحذيتهم في محاولة للحصول على القوت من الجلد الذي صُنعت منه. حاول الأدميرال خوفري إلقاء أكياس الدقيق في المدينة بإطلاقها فوق الجدران من مقاليع محمولة على السفن، لكن الموريين كانوا قادرين على إبعاد السفن القشتالية. تسببت مقاليع الموريين في أضرار جسيمة لدفاعات جبل طارق، ولم تكن الحامية الضعيفة في وضع يسمح لها بمقاومة أخرى.
في 17 يونيو 1333، استسلم باسكو بيريز وقام بتسليم جبل طارق بعد موافقته على شروط عبد الملك. أُفيد أنه كان يخزن مخزونًا من الطعام في مخازنه الخاصة والذي كان كافيا لإطعام جميع السكان المحاصرين لمدة خمسة أيام. كان يحتفظ بعدد من الأسرى الموريين الذين يحصلون على طعام جيد في منزله مع نية واضحة لاستخدامهم كفدية لاحقا. ثم فر إلى شمال إفريقيا هربًا من العقاب على إخفاقاته. كما كتب مؤرخ الملك ألفونسو الحادي عشر، «كان من واجبه إما تسليم القلعة إلى يد سيده، الملك، أو الموت دفاعًا عنها». لم يفعل أيًا من ذلك وأدانه القشتاليون كخائن. سُمح للمدافعين الآخرين بالمغادرة بشرف كعلامة احترام لشجاعتهم في الدفاع عن المدينة لفترة طويلة. تم استقبال سقوط جبل طارق في المغرب بحفاوة. كتب المؤرخ الموري ابن مرزوق أنه بينما كان يَدرس في تلمسان، أعلن معلمه لصفه: «افرحوا يا جماعة المؤمنين، لأن الله قد أكرمنا برد جبل طارق إلينا!» وبحسب ابن مرزوق، انفجر الطلاب المبتهجون في صيحات المديح والشكر وذرفوا دموع الفرح.

## فهرس
- Fa، Darren؛ Finlayson، Clive (2006). The Fortifications of Gibraltar. Oxford: Osprey Publishing. ISBN:1-84603016-1.
- Hills، George (1974). Rock of Contention: A History of Gibraltar. London: Robert Hale & Company. ISBN:0-7091-4352-4.
- O'Callaghan، Joseph F. (2011). The Gibraltar Crusade: Castile and the Battle for the Strait. University of Pennsylvania Press. ISBN:9780812243024.